# 茂美勒 (阿肯色州)
茂美勒（英語：Maumelle）是一個位於美國阿肯色州普拉斯基縣的城市。

## 地理
茂美勒的座標為34°51′13″N 92°24′24″W / 34.85361°N 92.40667°W，而該地的平均海拔高度為104米（即341英尺）。

## 人口
根據2020年美國人口普查的數據，茂美勒的面積為34.49平方千米，當中陸地面積為31.28平方千米，而水域面積為3.21平方千米。當地共有人口19251人，而人口密度為每平方千米558人。